# Miloslav Bělonožník
Miloslav Bělonožník (ur. 11 lipca 1918 w miejscowości Zlatá Olešnice, zm. 12 stycznia 2010 w Libercu) – czechosłowacki skoczek narciarski, reprezentant kraju, olimpijczyk z Sankt Moritz (1948), trener skoków narciarskich, działacz sportowy, inżynier, projektant skoczni narciarskich. Pierwszy czechosłowacki skoczek, który osiągnął ponadstumetrową odległość.

## Życiorys
Pierwszy skok w karierze oddał w 1924 w rodzinnej miejscowości Zlatá Olešnice.
W jedynym w karierze starcie olimpijskim, na igrzyskach w 1948, zajął 16. miejsce w konkursie skoków, uzyskując 61 i 60 metrów na obiekcie 68-metrowym. W lutym 1950 był piąty w Pucharze Tatr w Szczyrbskim Jeziorze. W marcu 1953 w Zakopanem zajął trzynaste, a rok później ósme miejsce w memoriale Bronisława Czecha i Heleny Marusarzówny.
W lutym 1955 wystąpił w Oberstdorfie w zawodach rozgrywanych w ramach Tygodnia Lotów Narciarskich. W konkursach plasował się kolejno na 18., 15., 15. i 19. miejscu, co dało mu 16. pozycję w klasyfikacji łącznej. 26 lutego 1955 oddał skok na odległość 107 metrów i tym samym został pierwszym czechosłowackim zawodnikiem, który przekroczył 100 metrów.
W lutym 1956 wystartował w Turnieju Czeskim i zajął w nim szóste miejsce z dorobkiem 587 punktów.
Od 1953 do 1988 był działaczem Międzynarodowej Federacji Narciarskiej. W 1969 został przewodniczącym podkomisji FIS ds. konstrukcji skoczni narciarskich i pełnił tę funkcję do 1988. Za jego sprawą wprowadzono homologację i certyfikację skoczni narciarskich. Po zakończeniu działalności został honorowym członkiem komitetu FIS ds. skoków narciarskich. Był sędzią turnieju skoków narciarskich na igrzyskach olimpijskich w 1960 w Squaw Valley (do kombinacji norweskiej) i w 1972 w Sapporo (na dużej i średniej skoczni oraz do kombinacji norweskiej).
Jako inżynier, wspólnie ze Szwajcarem Grasserem, zaprojektował szóstą na świecie skocznię do lotów narciarskich, którą był Čerťák w Harrachovie. Obiekt wybudowany został w latach 1979–1980. Ponadto zaprojektował m.in. skocznie narciarskie w Falun, Frenštácie pod Radhoštěm oraz Ještěd w Libercu. W latach 60. XX wieku był członkiem komitetu turystyki w Libercu, za sprawą czego przeprowadził zbiórkę pieniędzy na budowę skoczni narciarskiej. Jego celem było przeprowadzenie na tej skoczni zawodów o mistrzostwo świata w narciarstwie klasycznym, co nastąpiło dopiero w 2009 roku.
Agent kontrwywiadu wojskowego „Marta“. Znał sześć języków.
Zmarł 12 stycznia 2010 roku w Libercu, w wieku 91 lat. Jego pogrzeb odbył się 20 stycznia.

## Osiągnięcia

### Igrzyska olimpijskie
| Miejsce | Dzień         | Miejscowość  | Skocznia       | Punkt K | Konkurs | Skok 1 | Skok 2 | Nota  | Strata | Zwycięzca      |
| ------- | ------------- | ------------ | -------------- | ------- | ------- | ------ | ------ | ----- | ------ | -------------- |
| 16.     | 7 lutego 1948 | Sankt Moritz | Olympiaschanze | K-68    | ind.    | 61,0   | 60,0   | 203,9 | 24,2   | Petter Hugsted |